# Nguyen Ngoc Bich
Pour les articles homonymes, voir Bich.
 (juillet 2024).
 (novembre 2023).
La mise en forme du texte ne suit pas les recommandations de Wikipédia : il faut le « wikifier ».
Les points d'amélioration suivants sont les cas les plus fréquents. Le détail des points à revoir est peut-être précisé sur la page de discussion.
- Les titres sont pré-formatés par le logiciel. Ils ne sont ni en capitales, ni en gras.
- Le texte ne doit pas être écrit en capitales (les noms de famille non plus), ni en gras, ni en italique, ni en « petit »…
- Le gras n'est utilisé que pour surligner le titre de l'article dans l'introduction, une seule fois.
- L'italique est rarement utilisé : mots en langue étrangère, titres d'œuvres, noms de bateaux, etc.
- Les citations ne sont pas en italique mais en corps de texte normal. Elles sont entourées par des guillemets français : « et ».
- Les listes à puces sont à éviter, des paragraphes rédigés étant largement préférés. Les tableaux sont à réserver à la présentation de données structurées (résultats, etc.).
- Les appels de note de bas de page (petits chiffres en exposant, introduits par l'outil «  Source ») sont à placer entre la fin de phrase et le point final[comme ça].
- Les liens internes (vers d'autres articles de Wikipédia) sont à choisir avec parcimonie. Créez des liens vers des articles approfondissant le sujet. Les termes génériques sans rapport avec le sujet sont à éviter, ainsi que les répétitions de liens vers un même terme.
- Les liens externes sont à placer uniquement dans une section « Liens externes », à la fin de l'article. Ces liens sont à choisir avec parcimonie suivant les règles définies. Si un lien sert de source à l'article, son insertion dans le texte est à faire par les notes de bas de page.
- La présentation des références doit suivre les conventions bibliographiques. Il est recommandé d'utiliser les modèles {{Ouvrage}}, {{Chapitre}}, {{Article}}, {{Lien web}} et/ou {{Bibliographie}}. Le mode d'édition visuel peut mettre en forme automatiquement les références.
- Insérer une infobox (cadre d'informations à droite) n'est pas obligatoire pour parachever la mise en page.

Pour une aide détaillée, merci de consulter Aide:Wikification.
Si vous pensez que ces points ont été résolus, vous pouvez retirer ce bandeau et améliorer la mise en forme d'un autre article.
Nguyen Ngoc Bich, né le 18 mai 1911 et mort le 4 décembre 1966, est un ingénieur, médecin, intellectuel et homme politique vietnamien. Ancien résistant contre la colonisation française,, il a proposé un point de vue alternatif pour éviter la sanglante guerre fratricide entre le Nord Vietnam et le Sud Viêt Nam.
La rue Nguyen-Ngoc-Bich dans la ville de Cần Thơ dans le delta du Mékong, au Viêt Nam, porte son nom pour honorer et commémorer ses exploits (de saboter des ponts pour ralentir les avancées de l'armée coloniale française) et son héroïsme (emprisonné, soumis à un interrogatoire « désagréable » qui a laissé une marque sur son front, et exilé) pendant la première guerre d'Indochine (française).

## Biographie
Après avoir obtenu son diplôme de l'École polytechnique (école militaire sous tutelle du ministère des Armées formant des ingénieurs) puis de l'École nationale des ponts et chaussées (génie civil) en France en 1935, Nguyen Ngoc Bich travaille pour le gouvernement colonial français à son retour au Vietnam. Après la Seconde Guerre mondiale, il devient un haut commandant du mouvement de résistance vietnamien et insiste à lutter pour l'indépendance du Vietnam, à l'inverse du communisme. 
Soupçonnant d'avoir été trahi par son côté et appréhendé par les forces françaises, il est sauvé de l'exécution par une campagne d'amnistie de ses camarades de l'École polytechnique basés au Vietnam, la plupart étant des officiers supérieurs de l'armée française. Il est par la suite exilé en France, où il fondera à Paris avec ses amis la maison d'édition vietnamienne Minh Tan, qui publiera de nombreux ouvrages importants pour la littérature vietnamienne.
Il était très apprécié dans la politique vietnamienne et considéré par beaucoup comme une alternative à Ngô Đình Diệm en tant que président du Sud-Viêt Nam. Sa candidature à l'élection présidentielle de 1961 en opposition à Diem est cependant déclarée invalide par les autorités de Saïgon au dernier moment pour des « raisons techniques »,,.

## Galerie

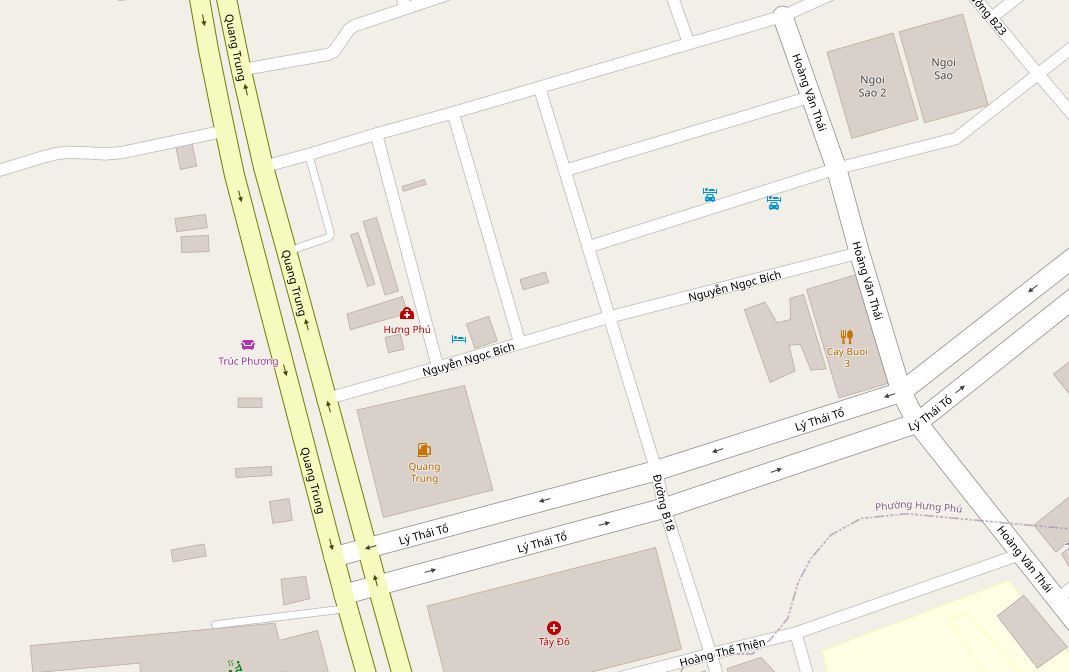
Nguyen Ngoc Bich Street.
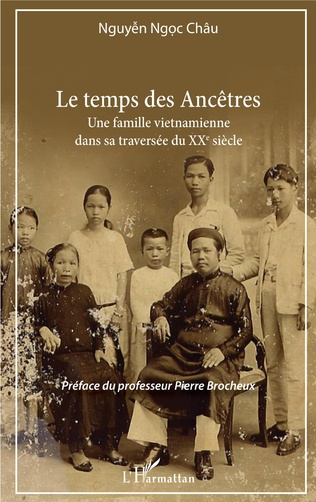
Le Temps des ancêtres : une famille vietnamienne dans sa traversée du XXe siècle, couverture du livre.